# Matsumurella kogotensis
Matsumurella kogotensis är en insektsart som beskrevs av Matsumura 1914. Matsumurella kogotensis ingår i släktet Matsumurella och familjen dvärgstritar. Inga underarter finns listade i Catalogue of Life.